# Jean-Marie Benoiston de La Serpaudais
Jean-Marie Benoiston de La Serpaudais, né le 16 février 1756 à Savenay et décédé le 25 avril 1794 à Nantes, est un avocat et homme politique français.

## Biographie
Jean-Marie Benoiston de La Serpaudais est le fils de Pierre Benoiston, sieur de la Serpaudais, notaire et procureur fiscal, premier marguiller, et de Jeanne Marie Cocaud. Marié à Françoise Thebaud, fille de Jean-Baptiste Thébaud, riche négociant nantais, et de Jeanne Angélique Le Lou, il est le beau-père de Charles Marie Viollet du Breil. Son épouse est la belle-sœur du financier Gabriel-Julien Ouvrard.
Avocat en parlement en 1780, il devient en 1784 sénéchal du marquisat de Coislin.
Il est élu maire de Savenay en 1790, puis membre et président du directoire du département. Il fut, en raison de son attitude hostile au clergé, élu le 1er septembre 1791, député de la Loire-Inférieure à l'Assemblée législative par 224 voix sur 355 votants. C'est sur sa motion que fut rendu, le 24 mai 1792, le décret de déportation des prêtres non assermentés qui seraient dénoncés par vingt citoyens. Il fut ensuite membre du comité des domaines. Élu député suppléant à la Convention nationale le 2 septembre 1792, il ne fut pas appelé à y siéger et fut nommé, l'année suivante, commissaire-adjoint du comité de sûreté générale de Savenay. Ayant protesté en cette qualité contre le 31 mai, on s'appuya plus tard sur cette protestation pour l'accuser de fédéralisme; malgré les mémoires justificatifs qu'il adressa alors aux clubs et aux ministres, il fut incarcéré le 14 mars 1794 et mourut un mois après dans la prison du Sanitat à Nantes ; peut-être après s'être empoisonné.

## Sources
- Jean François Eugène Robinet, Adolphe Robert, Julien Le Chaplain, Dictionnaire historique et biographique de la révolution et de l'empire, 1789-1815. Ouvrage rédigé pour l'histoire générale, 1899
- Jean Pascal, Les députés bretons de 1789 à 1983, 1983
- Bernard David, "Jean-Marie Benoiston de la Serpaudais (1756-1794)" in Coislin, Chroniques d’un pays et du Sillon de Bretagne, revue de l'association historique du pays de Cambon, (Publication en 4 parties : I n° 4 (1993) p 32-43, II n° 5 (1995) p 40-53, III n° 6 (1997) p 4-20, IV (1999) n° 7 p 2-18)
- « Jean-Marie Benoiston de La Serpaudais », dans Adolphe Robert et Gaston Cougny, Dictionnaire des parlementaires français, Edgar Bourloton, 1889-1891 [détail de l’édition]